# Techno Mart
Techno Mart là tên hai trung tâm mua sắm khác nhau ở Seoul, Hàn Quốc. Chi nhánh Gangbyeon nằm ở Gwangjin-gu, nó có khoảng 2000 cửa hàng thiết bị và đồ điện tử. Chi nhánh Sindorim nằm ở Guro-gu.

## Chấn động
Vào ngày 5 tháng 7 năm 2011, 19 tầng trên cùng của tòa nhà 39 tầng chứa chi nhánh Gangbyeon của Techno Mart rung lắc dữ dội trong 10 phút và đã được sơ tán trong hai ngày. Sau khi nghiên cứu, cơ quan chức năng xác định rằng 17 người biểu diễn bài tập Tae Bo cho "The Power" trong một trung tâm thể dục trên tầng 12 đã khiến cho tòa nhà rung lắc bằng cách tạo ra cộng hưởng cơ học. Kết luận dự kiến là sự đồng thuận giữa sáu giáo sư từ một viện kiến trúc và từ các chuyên gia đo lường rung lắc, là những người tham gia tạo dựng lại sự kiện này. Viện kiến trúc Hàn Quốc dự kiến sẽ công bố kết quả cuối cùng của việc kiểm tra an toàn vào cuối năm 2011.